# 岡田真吉
岡田 真吉（おかだ しんきち、1903年10月1日 - 1964年11月17日）は、日本の映画評論家、翻訳家。
東京・日本橋出身。1934年、東京帝国大学仏文科卒業。
高校時代から『キネマ旬報』に投稿。映画評論家、翻訳家として活躍し、フランス映画をはじめとする外国映画および理論を紹介。
また、『女の一生』などフランス文学の翻訳を多く行った。

## 著書
- 『映画文献史』（大日本映画協会、日本映画選書） 1943
- 『映画と国家』（生活社、生活選書） 1943
- 『映画入門』（河出書房、市民文庫） 1951
- 『フランス映画と共に』（七曜社） 1961
- 『フランス映画のあゆみ』（七曜社） 1964
- 『名作フランス映画への招待』（編、名曲堂） 1950

## 翻訳
- 「アンダルジイの犬」（ルイ・ビュンネル / サルヴァドル・ダイ、往来社、映画叢書、新撰映画脚本集 下巻） 1930
- 『乙女の湖』（ヴィツキイ・バウム、西東書林） 1935
のちコバルト社、映畫化文藝名作選・外國篇 1941
- 『妖魔の復讐』（モーリス・ルブラン、黒白書房、世界探偵傑作叢書10) 1936
- 『女の一生』（モーパッサン、白水社） 1937
- 『スタムブウルの春』（Aziyade、ピエル・ロティ、白水社） 1939
- 『エドメ又は所を得た慈善』（アナトオル・フランス、白水社、アナトオル・フランス短篇小説全集4） 1939
- 『東洋の幻』（Fantö d'orient、ピエル・ロティ、白水社） 1940
- 『白鳥の死』（La Mort du Cygne、ポオル・モオラン、鱒書房） 1940
のち コバルト社、コバルト叢書09 1946
- 『エドワァド七世とその時代』（アンドレ・モロア、白水社） 1941
- 『赤い宿屋 (付・ヌチンゲン商会)』（バルザック、島田實共訳、曙出版社） 1941
- 『若き理念の勝利 フランスの自覚』（ベルトラン・ド・ジウヴネル(Bertrand de Jouvenel)、三省堂） 1942
- 『小さなピエール』（Le Petit Pierre、アナトオル・フランス、白水社、アナトオル・フランス長篇小説全集16） 1942
- 『近代フランスの起原 仏蘭西革命史論』（イポリット・テエヌ、斎藤書店） 1947
のち角川文庫
- 『脂肪の塊』（ギー・ド・モーパッサン、白水社） 1950
- 『悪魔の美しさ』（La Beauté du diable、ルネ・クレエル、河出書房） 1950
- 『ジュリアン＝デュヴィヴィエ作品集』（ジュリアン＝デュヴィヴィエ、ユリイカ） 1951
- 『未知の女』（L'Inconnue、モオパッサン、創芸社、モオパッサン全集19） 1951
- 『愛情の運命』第1部 - 第3部（シャルドンヌ(Jacques Chardonne)、新潮社） 1951 - 1953
のち新潮文庫
- 『世界映画史』（ジョルジュ・サドゥール(Georges Sadoul)、白水社） 1952
- 『俳優の手帖』（フランソワズ・ロゼイ、未来社、てすぴす叢書) 1952
- 『陽気なドン・カミロ』（Le Petit Monde de Don Camillo、グァレスキ、文芸春秋新社） 1953
- 『ドン・カミロ頑張る』（Le Retour de Don Camillo、グァレスキ、文芸春秋新社） 1954
- 『青い麦』（コレット、雄鶏社、おんどり・ぽけっと・ぶっく) 1954
- 『うたかたの恋』（クロード・アネ(Claude Anet)、三笠書房、若草文庫） 1954
のち 世界ロマン全集 第26巻(東京創元社) 1957, 角川文庫 1969
- 『恋の子供たち』（M・ケルラン、L・モギイ、光文社、カッパ・ブックス） 1955
- 『わが青春のマリアンヌ』（ペーター・メンデルスゾーン、三笠書房） 1955
- 『モーパッサン全集』（モーパッサン、春陽堂書店） 1955 - 1956：分担
- 『シェリ / シェリの最後』（Chéri / La Fin de Chéri、コレット、河出書房、世界文学全集22） 1956
- 『マリー・アントワネット』（フランク・W・ケニョン、潮書房） 1956
- 『夜の騎士道』（Les Grandes manoeuvres、ルネ・クレール、三笠書房） 1956
- 『リラの門』（Porte des Lilas、ルネ・ファレ(René Fallet)、雲井書店） 1957
- 『昼下りの情事』（クロード・アネ、角川小説新書) 1957
- 『牝狼』（Les louves、ボアロー、ナルスジャック、東京創元社、現代推理小説全集21) 1957
- 『映画の美学』（アンリ・アジェル(Henri Agel)、白水社、文庫クセジュ) 1958
- 『スパイ』（Midnight Patience、ホストヴスキー(Egon Hostovsky)、角川書店） 1958
のち『秘密諜報員 - アルフォンスを捜せ』（角川文庫） 1966
- 『晩鐘』（クロード・アネ、三笠書房、若草文庫） 1958
- 『犬のすべて』（エリアン-J・ファンベール、文芸春秋新社） 1959
- 『自由の大地 天国の根』（Les racines du ciel(The Roots of Heaven)、ロオマン・ギャリイ、澁澤龍彦共訳、人文書院） 1959
- 『危険な曲り角』（Les tricheurs 、マルセル・カルネ、みすず書房、みすず・ぶっくす) 1959
- 『殺人交叉点』（Nocturne pour assassin、フレッド・カサック、東京創元社、クライム・クラブ） 1959
- 『戦士の休息』（Le Repos du guerrier、C・ロッシュフォール(Christiane Rochefort)、新潮社） 1960
- 『自由フランスの旗の下に』（レミイ、筑摩書房、世界ノンフィクション全集25） 1962
- 『モスクワ - パリ放浪記』（ストロゴフ、筑摩書房、世界ノンフィクション全集30） 1962
- 『怪盗ヴィドック自伝』（ヴィドック、筑摩書房、世界ノンフィクション全集） 1962
- 『獄中日記』（A・ドレフュス、筑摩書房、世界ノンフィクション全集） 1963
- 『百人のいとし児』（L・K-ジルベルマン(Lenah Kikhler-Zilberman)、竹内正実共訳、筑摩書房） 1964